# 偽黑盲蛛屬
偽黑盲蛛屬（Pseudomelanopa）是蜘蛛綱下的一個屬，屬於盲蛛目開氣門亞目硬體盲蛛科。過往，蜘蛛學家認為本屬只有唯一種類，亦即臺灣偽黑盲蛛，但自從2009年中國大陸的學者在寧夏發現了六盤偽黑盲蛛之後，這個屬從此多了一位新成員。